# Aoi (chanteur)
Pour les articles homonymes, voir Aoi.
Aoi, né le 4 juin 1984, est un chanteur japonais qui compose lui-même ses musiques et paroles.

## Biographie
Il commence sa carrière solo le 12 décembre 2007, en sortant le single VISiON après avoir été présenté par son agence à KAZUYA (ex Fanatic◇Crisis) avec lequel il a formé le groupe BOUNTY (ja) en mars 2007.
Il se rend à la Japan Expo de juillet 2008 pour faire de la publicité pour lui-même dans son pays préféré. Vrai fan de la France, il va, la même année, à la Chibi Japan Expo ou il fait quelques dédicaces et donne des conférences de presse.
En 2009, il revient une seconde fois à la Japan Expo. Le 5 juillet il fait un concert devant 2 000 personnes à la JE Live House. Ce concert est suivi par une séance de dédicace.
Pour prouver son amour à la France (et à l'Europe) Aoi décide de faire son tout premier one-man live en Europe. Sa première date a lieu en Allemagne et la deuxième (le 1er août 2009) en France. Durant le live en France, Aoi joue le titre VIRGIN, alors inédit.
Aoi revient à la Chibi Japan Expo 2009 pour y donner, le 31 octobre, une conférence de presse et une séance de dédicaces. Dans la même journée, le chanteur offre aussi une séance de dédicaces sur le stand Aslan (Aslan n'est pas la maison de disques d'Aoi mais l'aide à vendre ses CD et tickets de concerts, la maison de disques d'Aoi étant SOL BLADE). Les autres jours de l'Expo, Aoi fait de petites séances de dédicaces.
En 2010, Aoi revint en France pour la Japan Expo Sud de février pour y donner un concert durant lequel il jouera de nombreuses musiques issues de son dernier album, Requiem. Il fut cependant stoppé de toute activité après un concert en tant que chanteur de BOUNTY pour soigner une infection à la gorge.

## Discographie

### Singles
- VISiON (12/12/2007)
- EDEN (28/05/2008)
- MASQUERADE (25/02/2009)
- VIRGIN (16/09/2009)

### Albums
- Veil (25/06/2008)
- Requiem (18/11/2009)